# Абдул Кадер Кардаглі
Абдул Кадер Кардаглі (араб. عبد القادر كردغلي, нар. 1 січня 1961, Латакія) — сирійський футболіст, який грав на позиції півзахисника. Відомий за виступами у складі команд «Тішрін» та «Аль-Джаїш», у складі яких став чотириразовим чемпіоном Сирії, та у складі збірної Сирії, в складі якої став переможцем Середземноморських ігор, та двічі брав участь у фінальному турнірі Кубка Азії.

## Кар'єра гравця
Абдул Кадер Кардаглі є вихованцем клубу «Тішрін» з Латакії, у складі якого розпочав виступи в дорослому футболі в 1979 році. У складі клубу з рідного міста Кардаглі грав до 1985 року, та в 1982 році став у його складі чемпіоном Сирії. У 1985 році футболіст перейшов до клубу «Аль-Джаїш» з Дамаска, у складі якого грав до початку 1988 року, та ще двічі ставав у його складі чемпіоном Сирії. У 1988 році гравець нетривалий час виступав у складі клубу «Джебла», після чого повернувся до клубу «Тішрін», у складі якого ще раз став чемпіоном Сирії. У 1996 році Абдул Кадер Кардаглі у складі рідного клубу завершив виступи на футбольних полях.

## Виступи за збірну
У 1982 році Абдул Кадер Кардаглі дебютував у складі національної збірної Сирії. У 1984 році він у складі збірної брав участь у фінальному турнірі Кубка Азії. У 1987 році Кардаглі у складі збірної став переможцем Середземноморських ігор. У 1988 році футболіст удруге брав участь у фінальному турнірі Кубка Азії. У складі збірної Кардаглі грав до 1992 року, провів у її складі 32 матчі, у яких відзначився 3 забитими м'ячами.

## Титули і досягнення
- Чемпіон Сирії (4) : 1982, 1985, 1986, 1994
- Володар Кубка Сирії (1) : 1986
- Переможець Середземноморських ігор: 1987
- Кращий бомбардир чемпіонату Сирії: 1986
- Кращий гравець Кубка арабських націй: 1988